# Górniki (ptaki)
Górniki (Oreoicidae) – nowo zdefiniowana na podstawie badań sekwencji DNA rodzina ptaków z podrzędu śpiewających (Oscines) w obrębie rzędu wróblowych (Passeriformes).

## Zasięg występowania
Rodzina obejmuje gatunki występujące w Australii i na Nowej Gwinei.

## Morfologia
Długość ciała 16,5–26 cm; masa ciała 38–111 g. 

## Systematyka
Wyodrębnione taksony są daleko spokrewnione z innymi rodzinami w obrębie Corvides. Dawniej często były umieszczane w rodzinie fletówek (Pachycephalidae), jednak nie są z nimi blisko spokrewnione. Do rodziny należą następujące rodzaje:
- Aleadryas Iredale, 1956 – jedynym przedstawicielem jest Aleadryas rufinucha (P.L. Sclater, 1874) – rdzawogłowik
- Ornorectes Iredale, 1956 – jedynym przedstawicielem jest Ornorectes cristatus (Salvadori, 1875) – czubopapuasek
- Oreoica Gould, 1838 – jedynym przedstawicielem jest Oreoica gutturalis (Vigors & Horsfield, 1827) – górnik